# Ołtarz Papieski w Starym Sączu
Ołtarz Papieski w Starym Sączu – budowla architektoniczna o charakterze sakralnym w Starym Sączu, której centralnym elementem jest ołtarz – stół ofiarny.

## Historia
Ołtarz papieski został wzniesiony jako budowla tymczasowa, w celu odprawienia przez papieża Jana Pawła II 16 czerwca 1999 mszy świętej związanej z kanonizacją świętej Kingi. Po zakończeniu uroczystości podjęto decyzję o pozostawieniu go na stałe. Ołtarz został wykonany według projektu architekta Zenona Andrzeja Remi z Zakopanego, z którym współpracował jego syn, Zenon Bartosz Remi.
W latach 1999–2003 obiekt został poddany przeróbkom konstrukcyjnym, które nie zmieniły jednak jego wyglądu.

## Opis
Ołtarz jest drewnianą, dwukondygnacyjną konstrukcją, z podwyższoną częścią środkową. Wieńczy go dach z charakterystycznymi wieżyczkami. Stół ofiarny pierwotnie wspierał się na dwóch słupach soli kamiennej z kopalni soli w Bochni. Z uwagi na niszczący wpływ warunków atmosferycznych, zostały one przekazane do kaplicy św. Kingi w kopalni w Bochni. Na ich miejscu umieszczono słupy wykonane z granitu strzegomskiego. 
Nad stołem ołtarzowym wisi kopia wizerunku kanonizacyjnego świętej Kingi, pędzla Józefy Kamińskiej. Obok ołtarza stoi kapliczka, autorstwa Michała Gąsienicy Szostaka z Zakopanego.
Dolna część ołtarza ma charakter zamknięty. Znajduje się tam sala pamięci Jana Pawła II, zakrystia, sala audiowizualna oraz sklep z pamiątkami. 

## Dom pielgrzyma
W pobliżu ołtarza zbudowano Diecezjalne Centrum Pielgrzymowania im. Jana Pawła II, w którym znajduje się Domu Pielgrzyma „Opoka”. Stanowi on bazę noclegową z gastronomią dla pielgrzymów odwiedzających miejsce kanonizacji św. Kingi i pobytu Jana Pawła II. Budynek usytuowany jest na zachód od ołtarza. Zaprojektowany został, podobnie jak ołtarz, w pracowni Zenona Andrzeja Remi. Obiekt jest w kształcie litery H – ma dwa równoległe skrzydła połączone pośrodku przewiązką, w której znajduje się wejście główne. W obiekcie znajduje się kaplica, sala konferencyjna, jadalnia oraz pokoje 1- i 2-osobowe z łazienkami. Rozpoczęcie budowy nastąpiło w 2002.

## Galeria

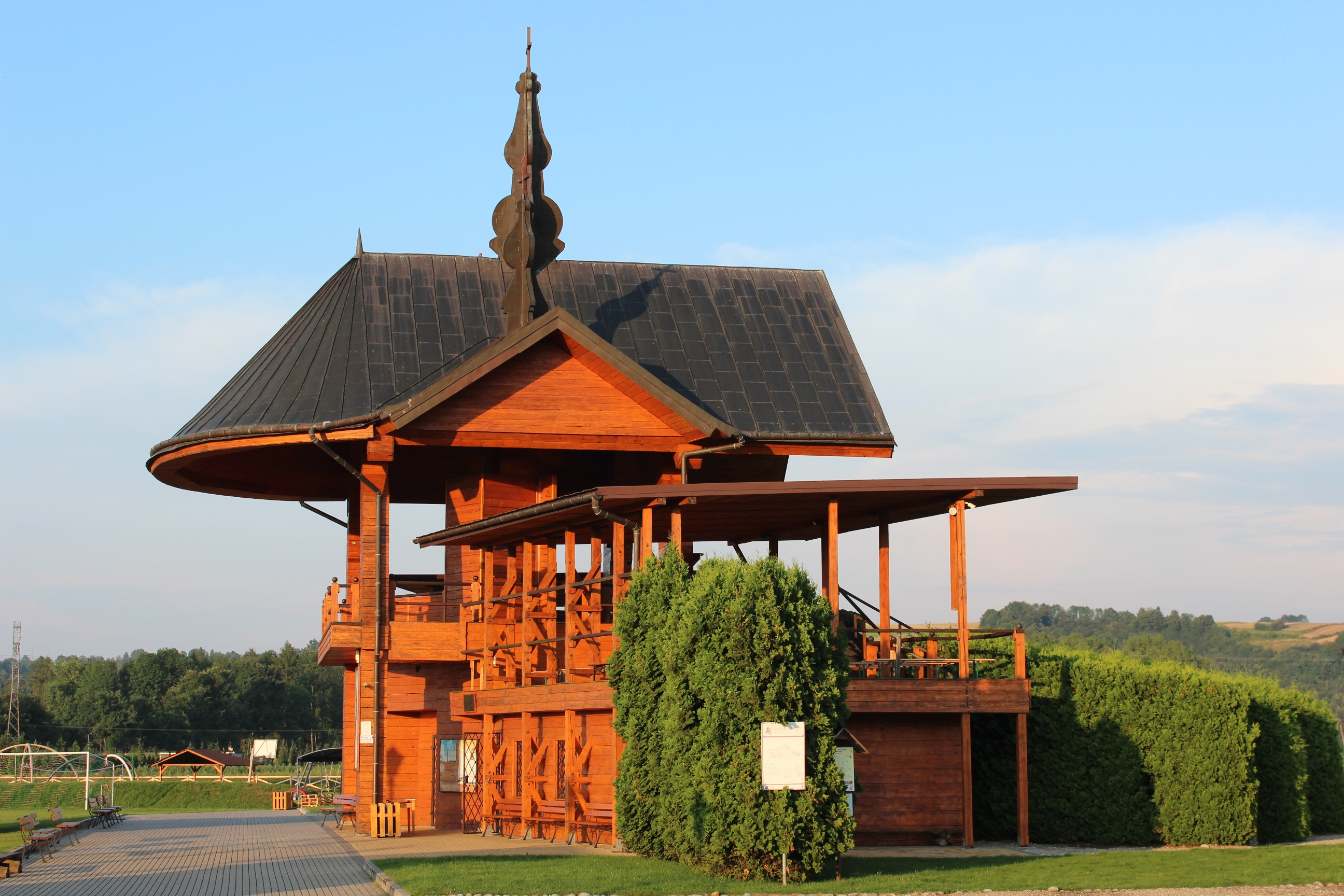
Ołtarz widziany od zachodu
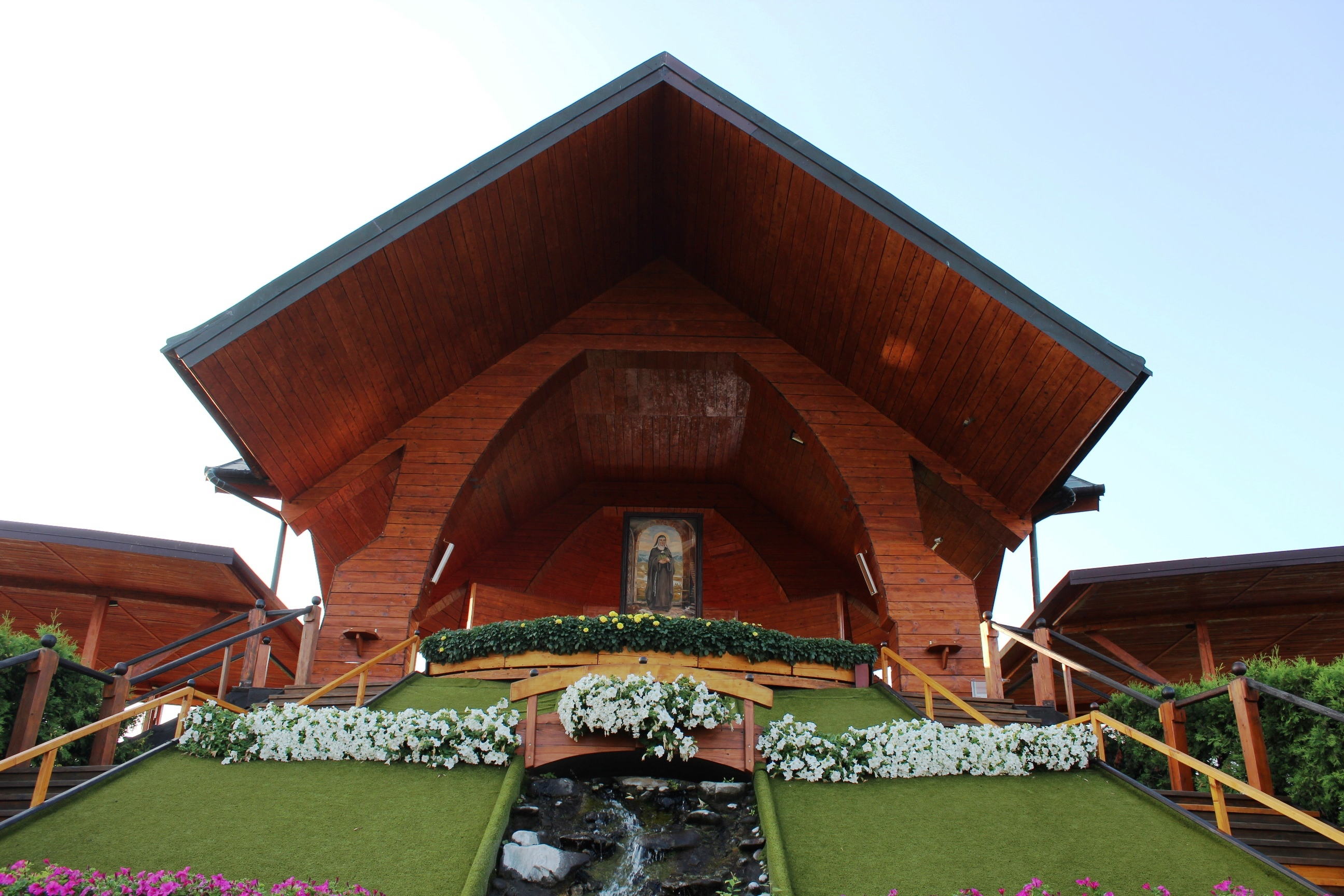
Ołtarz widziany od południa
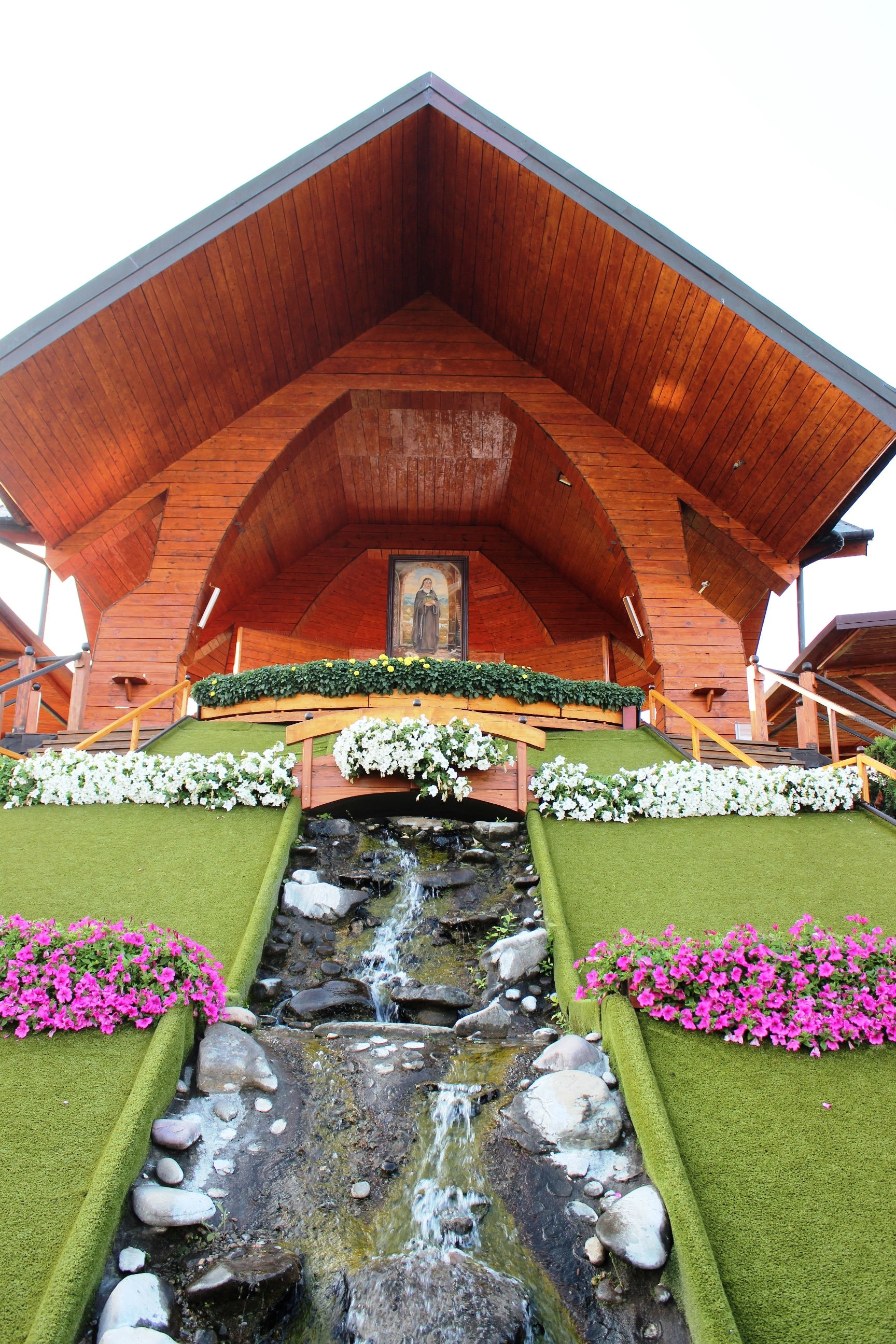
Wodospad stanowiący element dekoracyjny ołtarza
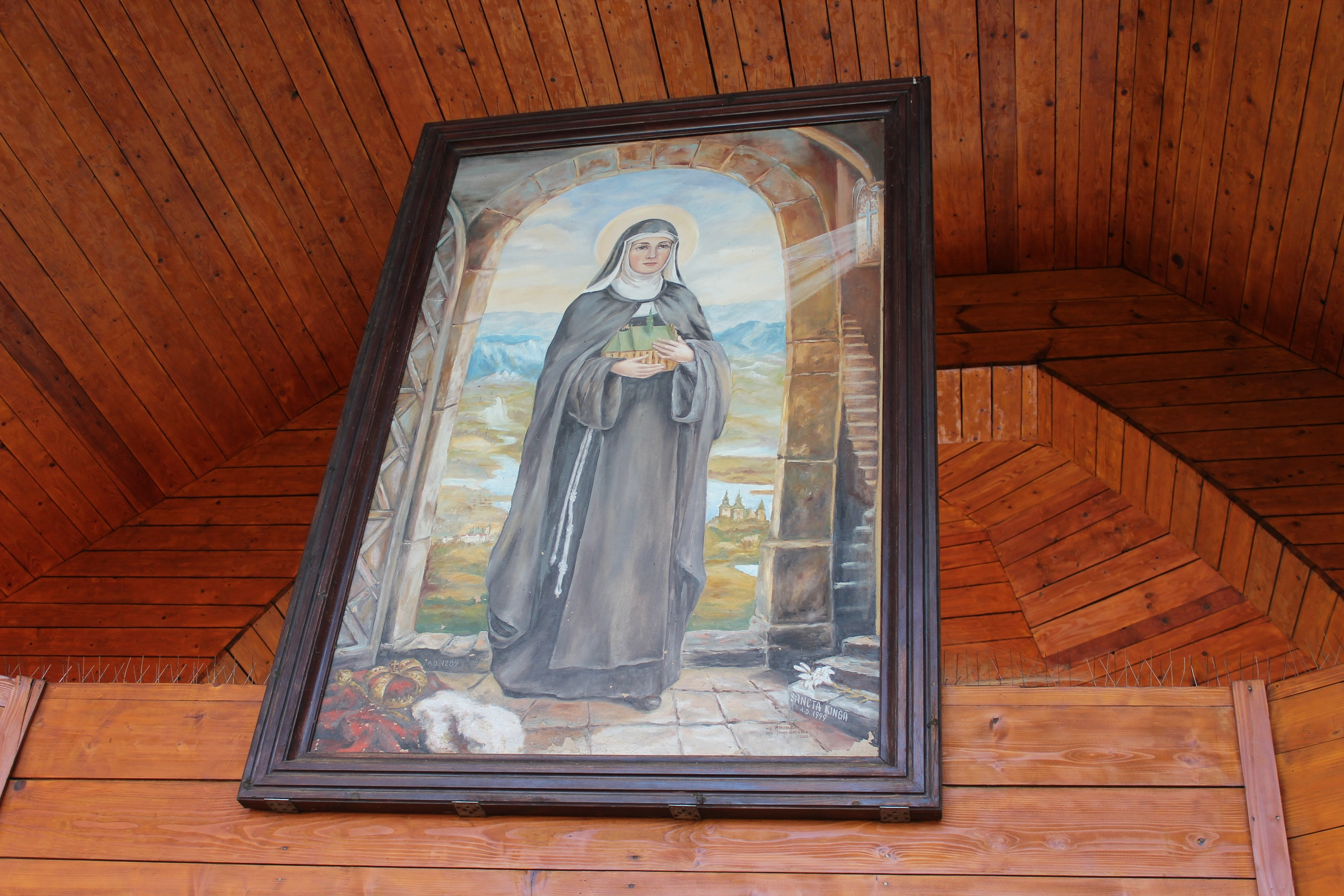
Kopia obrazu kanonizacyjnego św. Kingi
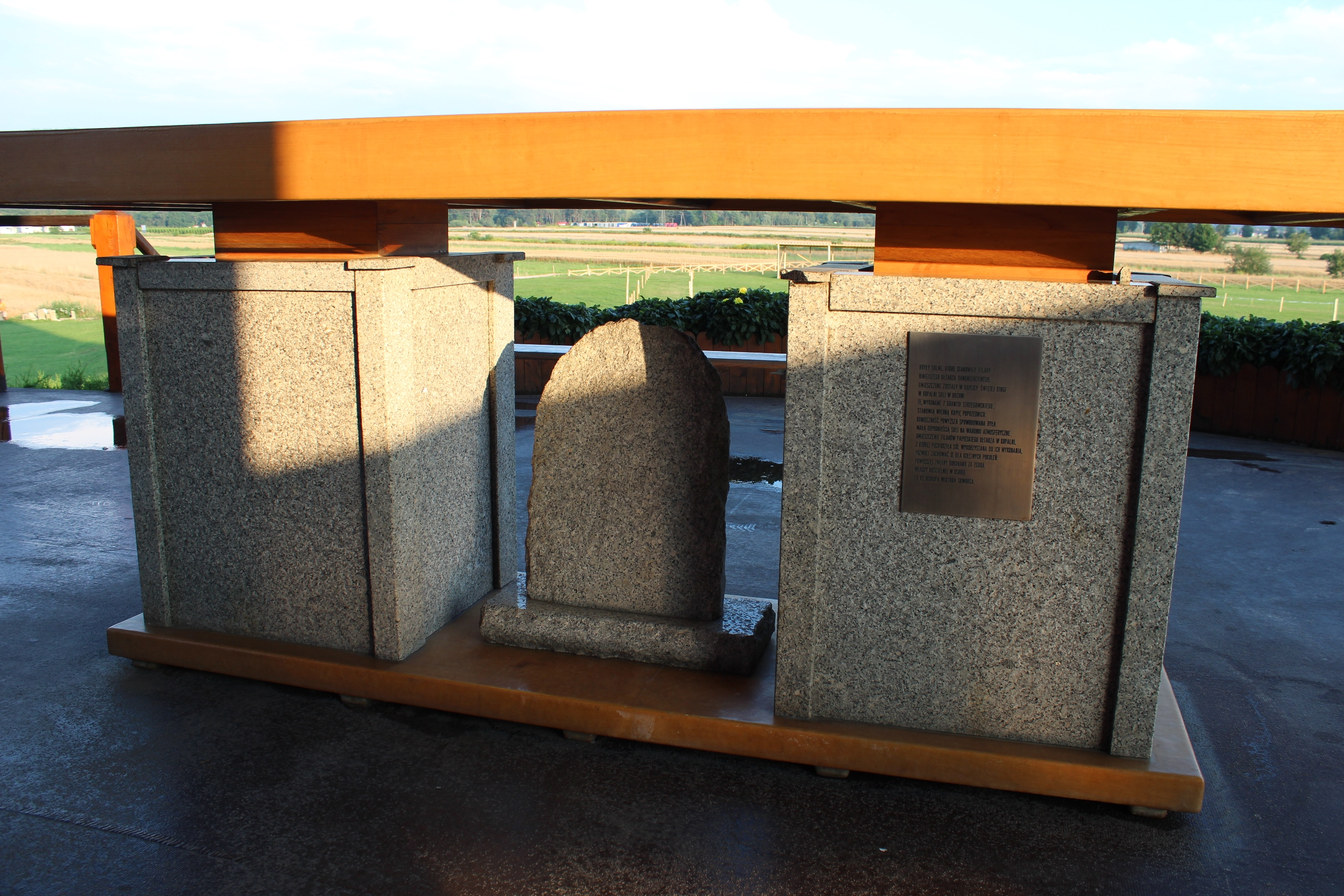
Stół ofiarny
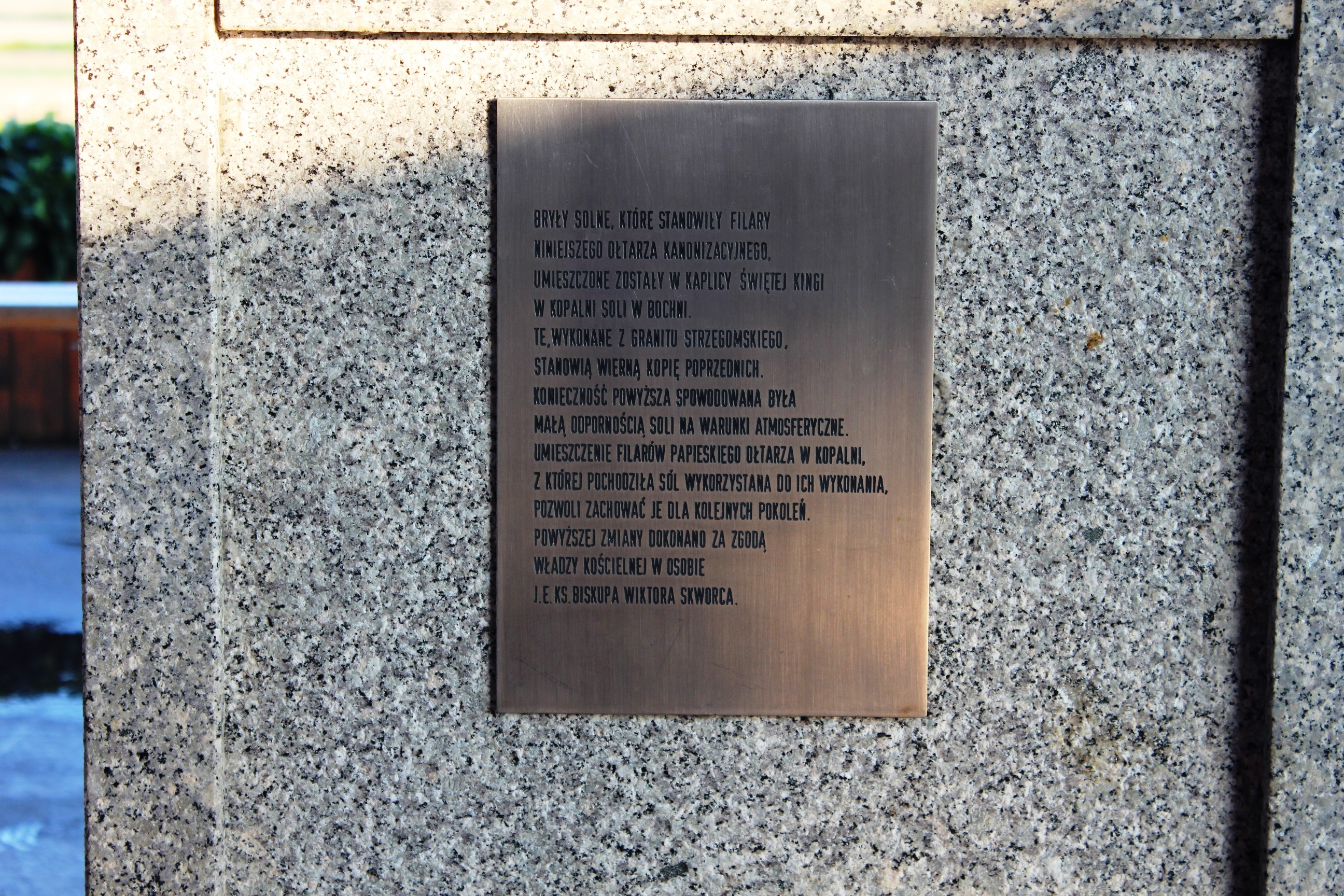
Tabliczka informująca o przeniesieniu słupów soli do kopalni w Bochni